# Oberdischingen
Oberdischingen – miejscowość i gmina w Niemczech, w kraju związkowym Badenia-Wirtembergia, w rejencji Tybinga, w regionie Donau-Iller, w powiecie Alb-Donau, wchodzi w skład wspólnoty administracyjnej Ehingen (Donau). Leży w Górnej Szwabii, ok. 18 km na południowy zachód od Ulm, nad Dunajem, przy drodze krajowej B311.